# Liste des longs métrages géorgiens proposés à l'Oscar du meilleur film international
Cet article présente la liste des longs métrages géorgiens proposés à l'Oscar du meilleur film international.

## Films proposés par la Géorgie
| Année (cérémonie) | Titre français                                    | Titre original                     | Langue(s)                | Réalisateur                    | Résultat       |
| ----------------- | ------------------------------------------------- | ---------------------------------- | ------------------------ | ------------------------------ | -------------- |
| 1997 (69e)        | Les Mille et Une Recettes du cuisinier amoureux   | შეყვარებული მზარეულის 1001 რეცეპტი | français, géorgien       | Nana Djordjadze                | Nommé          |
| 2000 (72e)        | Ak tendeba (ka)                                   | აქ თენდება                         | géorgien                 | Zaza Ourouchadze               | Non nommé      |
| 2001 (73e)        | L'Été de mes 27 baisers                           | 27 დაკარგული კოცნა                 | géorgien, russe          | Nana Djordjadze                | Non nommé      |
| 2002 (74e)        | Angelozis gadaprena (ka)                          | ანგელოზის გადაფრენა                | géorgien                 | Nodar Managadze (ka)           | Non nommé      |
| 2006 (78e)        | Tbilissi-Tbilissi (ka)                            | თბილისი-თბილისი                    | géorgien                 | Levan Zakareichvili            | Non nommé      |
| 2008 (80e)        | Le Triangle russe (ru)                            | რუსული სამკუთხედი                  | russe                    | Aleko Tsabadze (ka)            | Non nommé      |
| 2009 (81e)        | Mediator                                          | მედიატორი                          | anglais, allemand, russe | Dito Tsintsadze                | Non nommé      |
| 2010 (82e)        | L'Autre Rive                                      | გაღმა ნაპირი                       | géorgien, abkhaze, russe | George Ovashvili               | Non nommé      |
| 2011 (83e)        | Kuchis dgeebi (ka)                                | ქუჩის დღეები                       | géorgien                 | Levan Kogouachvili (ka)        | Non nommé      |
| 2012 (84e)        | Chantrapas                                        | შანტრაპა                           | français, géorgien       | Otar Iosseliani                | Non nommé      |
| 2013 (85e)        | Keep Smiling                                      | გაიღიმეთ                           | géorgien                 | Rusudan Chkonia                | Non nommé      |
| 2014 (86e)        | Eka et Natia, chronique d'une jeunesse géorgienne | გრძელი ნათელი დღეები               | géorgien                 | Nana Ekvtimishvili, Simon Groß | Non nommé      |
| 2015 (87e)        | La Terre éphémère                                 | სიმინდის კუნძული                   | géorgien                 | George Ovashvili               | Présélectionné |
| 2016 (88e)        | Moira                                             | მოირა                              | géorgien                 | Levan Toutberidze (ka)         | Non nommé      |
| 2017 (89e)        | Skhvisi sakhli (uk)                               | სხვისი სახლი                       | géorgien                 | Rusudan Glurjidze              | Non nommé      |
| 2018 (90e)        | Sashishi deda                                     | საშიში დედა                        | géorgien                 | Ana Ourouchadze                | Non nommé      |
| 2019 (91e)        | Namme (en)                                        | ნამე                               | géorgien                 | Zaza Khalvachi                 | Non nommé      |
| 2020 (92e)        | Shindisi (ka)                                     | შინდისი                            | géorgien                 | Dito Tsintsadze                | Non nommé      |
| 2021 (93e)        | Au commencement                                   | დასაწყისი                          | géorgien                 | Dea Kouloumbegachvili (ru)     | Non nommé      |
| 2022 (94e)        | Brighton 4th (en)                                 | მეოთხე ბრაიტონი                    | géorgien                 | Levan Kogouachvili (ka)        | Non nommé      |
| 2023 (95e)        | Didi chesveneba                                   | დიდი შესვენება                     | géorgien                 | Davit Pirtskhalava             | Non nommé      |
| 2024 (96e)        | Mokalake Tsmindani                                | მოქალაქე წმინდანი                  | géorgien                 | Tinatine Kajrichvili           | Non nommé      |
| 2025 (97e)        | Antikvariati (en)                                 | ანტიკვარიატი                       | géorgien, russe          | Rusudan Glurjidze              | En attente     |